# 김유경
김유경(1975년 10월 1일~)은 대한민국의 리듬 체조 선수로, 1992년 하계 올림픽에 참가했다.